# Tannenburg (Schönau vor dem Walde)

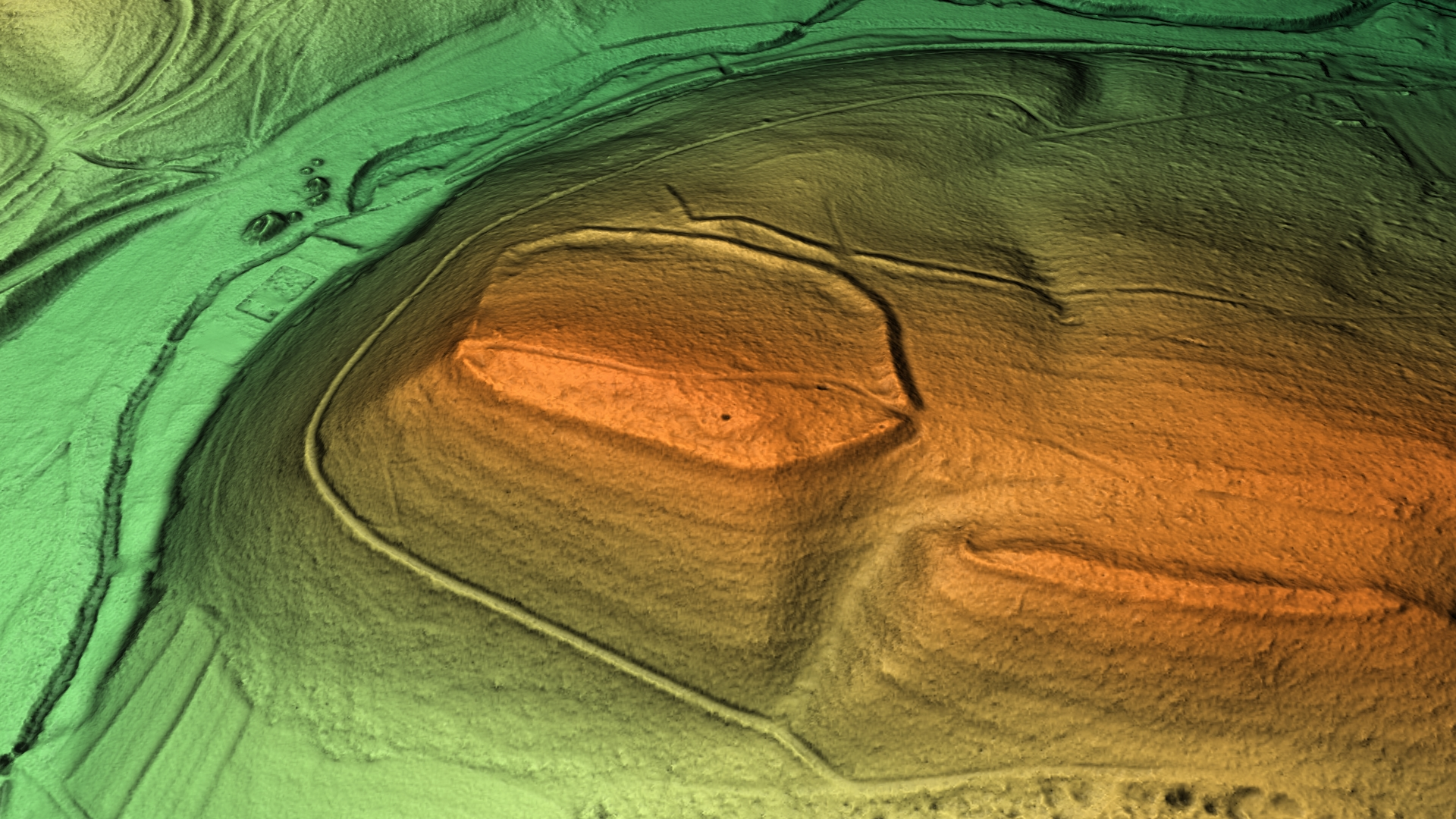
3D-Ansicht des digitalen Geländemodells

Die Tannenburg, auch Tannburg genannt, ist eine abgegangene hochmittelalterliche Höhenburg auf einem breit gelagerten  Berg südlich des Ortsteils Schönau vor dem Walde von Georgenthal im Landkreis Gotha  am Nordrand des Thüringer Waldes.
Die Tannenburg wurde im 17. Jahrhundert auch als Thanburg bezeichnet.

## Lage
Die Burgstelle befindet sich über dem westlichen Ortsrand des Ortsteiles Schönau vor dem Walde und ist von dort über ausgeschilderte Wege rasch zu erreichen. Das Gelände befindet sich, durch Hinweistafel markiert im westlichen Teil in Gipfellage (446 m ü. NN) unter Wald.

## Beschreibung
Die Anlage in Gipfellage des Schlossberges wurde auf drei Seiten durch eine noch erkennbare Wall-Graben-Befestigung gesichert, der Steilabfall nach Westen bot natürlichen Schutz. Die Anlage nutzte den westlichen Teil des Gipfelplateaus. Verschiedentlich trifft man auf kleinere Bodenunebenheiten, die auch natürliche Ursachen haben können. Vermutlich bestand das Bauwerk überwiegend aus Holz- und Fachwerkgebäuden, da sich im Gelände keine Mauerreste nachweisen lassen.

## Geschichte
Die Tannenburg wurde als eine Befestigungsanlage des Ritters  Hermann Stranz von Döllstädt  in der 1418/19 entstandenen Thüringischen Landeschronik des  Eisenacher Chronisten  Johannes Rothe erwähnt. Ihre Erbauungszeit, Nutzung und Zerstörung steht unmittelbar im Zusammenhang mit dem thüringisch-hessischen Erbfolgekrieg (1247–1263). Die Burgstelle ist heute ein geschütztes Bodendenkmal.

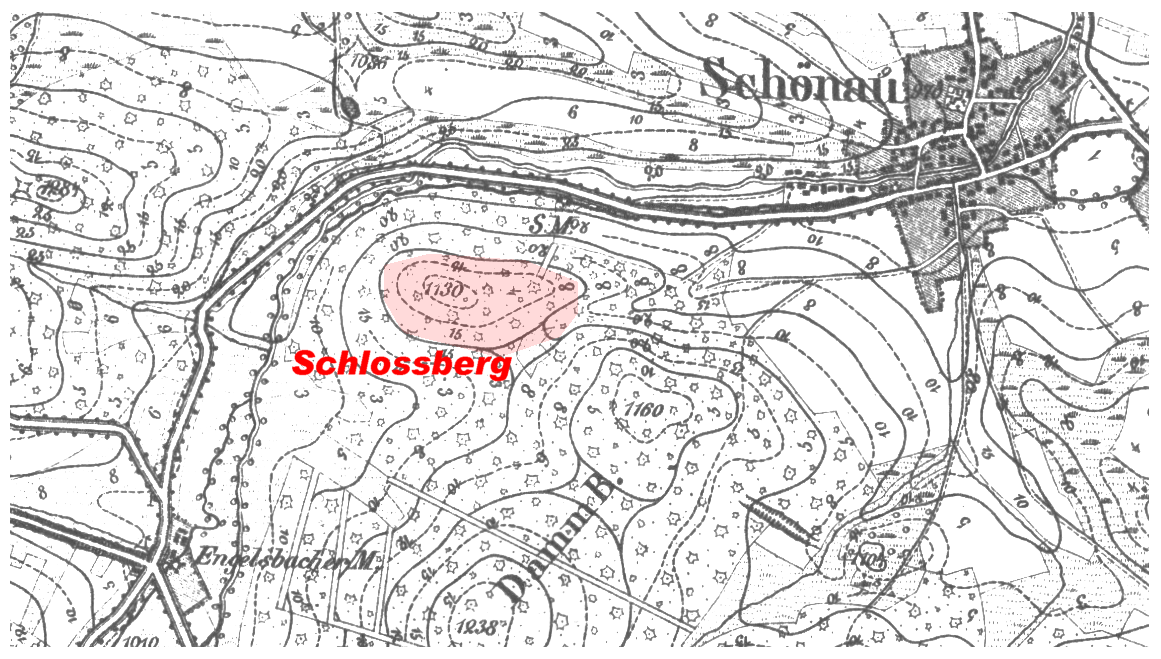
Lageplan der Burgstelle

## Sonstiges
Am Südwestrand der Burgstelle wurde von Heimatfreunden eine Schutzhütte errichtet. Die auf dem Hinweisschild angebrachte Datierung – Wallburg aus dem 8. Jahrhundert – wurde bisher nicht durch entsprechendes Fundmaterial belegt.